# Hans Horrevoets
Hans Horrevoets (Made, 26 april 1974 – noordelijke Atlantische Oceaan, 18 mei 2006) was een Nederlands zeezeiler.
Horrevoets was de jongste deelnemer van Whitbread Round the World Race, thans de Volvo Ocean Race, van 1997/1998 op het Nederlandse schip BrunelSunergy. Toen de race startte was hij 22 jaar oud. De race begon aanvankelijk slecht, maar door een bemanningswissel in Fremantle begon de boot beter te presteren met een tweede plaats in de zware zuidelijk etappe rond Kaap Hoorn en een overwinning in de korte etappe naar Baltimore.
Na de race werd Horrevoets eerst co-schipper en daarna schipper van de Yess, een Belgische boot die trachtte mee te doen aan de editie van 2001/2002. Dit project haalde echter niet de start. Daarna was hij succesvol als trimmer met de Swan 56 Aqua Equinox waarmee hij tweemaal de Swan Europeans won. Ook was hij schipper van een talentenboot, Holmatro. Met dit team won hij vele wedstrijden, waaronder tweemaal de Cowes Week, de Fastnet in klasse 2, de Channelrace, de Gotland Runt en de beste boot tijdens de Commodores Cup van 2005.

## Ongeluk
In 2006 behoorde hij tot de bemanning van de ABN AMRO II. Tijdens de zevende etappe van de Volvo Ocean Race van New York naar Portsmouth sloeg hij bij een krachtige wind overboord. Het ongeluk gebeurde op volle zee, ongeveer 1300 zeemijl uit de kust van het Engelse Land's End. Nadat hij overboord was geslagen voer de boot terug en na enige tijd werd de bewusteloze Horrevoets gevonden waarna hij aan boord werd gehesen. Reanimatie mocht niet meer baten.
Maandag 22 mei 2006 werd zijn stoffelijk overschot overgedragen aan het Nederlandse fregat Van Galen en kwam in de nacht van maandag op dinsdag 23 mei 2006 aan in Nederland, waar zijn lichaam van Vliegveld de Kooy in Den Helder per helikopter werd vervoerd naar Rotterdam Airport.
Hij runde sinds 1998 een eigen bedrijf genaamd Yacht Invest, gevestigd in de plaats Terheijden (Noord-Brabant). Hans Horrevoets woonde samen met Petra van Rij en was vader van een dochter. Vier maanden na zijn overlijden werd zijn tweede dochter geboren.
De North Sea Regatta, Nederlands grootste zeilevenement, introduceerde de Hans Horrevoets Memorial Trophy. Watersportvereniging Drimmelen, waar Horrevoets opgroeide, riep de Hans Horrevoets Memorial Race in het leven, waaraan iedere (plezier)zeiler kan meedoen. In mei 2009 stelde de organisatie van de Ocean Race de Hans Horrevoets Rookie Award in voor de beste nieuwkomer in de race.